# Charles le Bargy

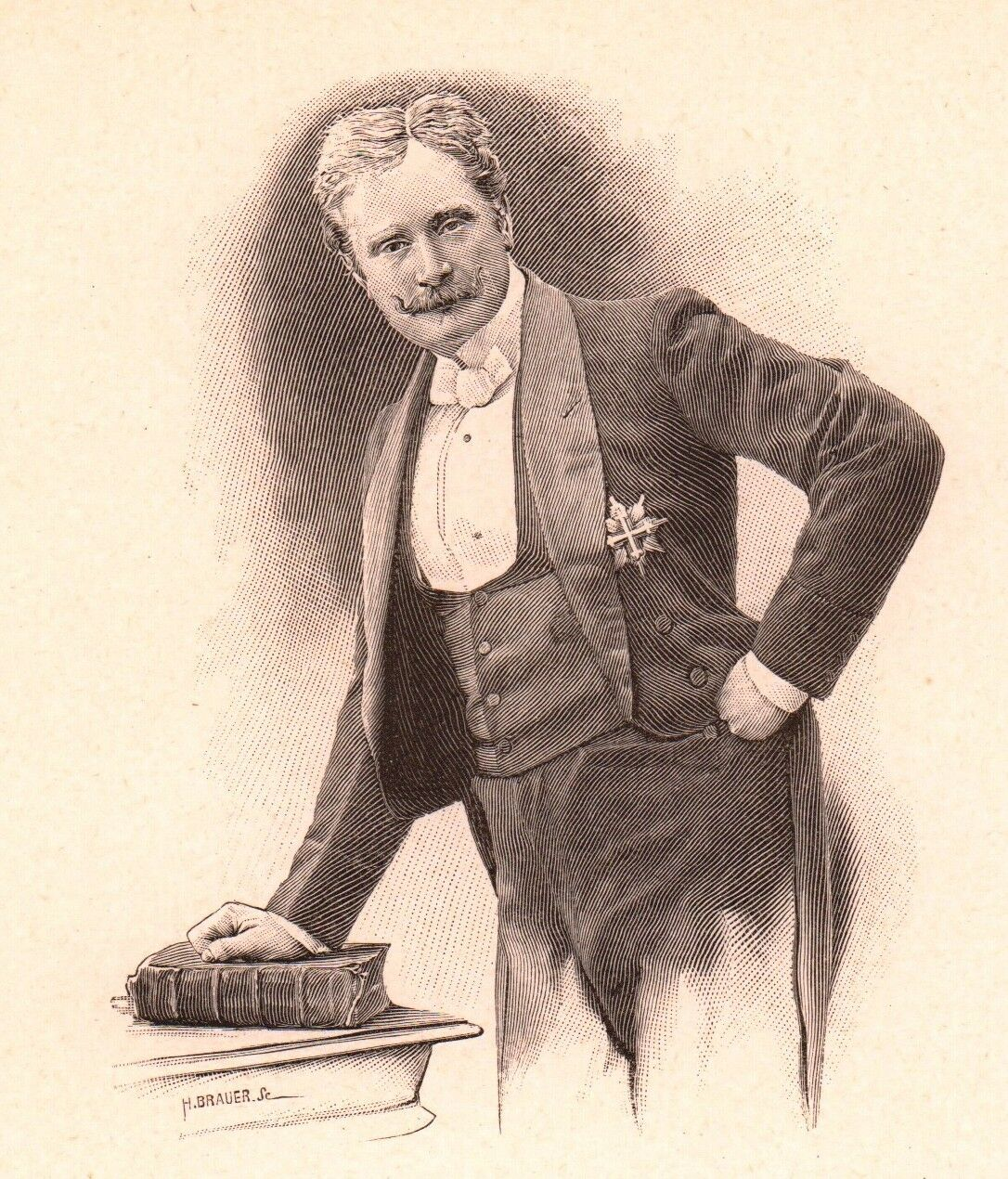
Charles Le Bargy.

Charles Gustave Auguste le Bargy, född 28 augusti 1858 strax utanför Paris, död 5 februari 1936, var en fransk skådespelare.
Le Bargy genomgick konservatoriet i Paris, debuterade 1880 på Théâtre français, där han 1887 blev societär och där han sedan verkade med undantag för 1912-20, då han spelatde på Théâtre de la Porte-Saint-Martin. Le Bargy var tidigare en elegant framställare av romantikens och realismens älskare och resonörer och efterträdde senare Benoît-Constant Coquelin som Cyrano de Bergerac. Le Bergy skrev även dramatik, bland annat Une danseuse est morte (1921).